# Wanradt–Koell-katekizmus
Wanradt–Koell-katekizmus, egy 1535-ben Wittenbergben kiadott, észt és alnémet nyelvű katekizmus, az észt nyelv legrégebbi fennmaradt nyomtatott emléke. A munkát Simon Wanradt, a tallinni Szent Miklós-templom és Johann Koell, a tallinni Szentlélek-templom lelkésze állították össze. Ez utóbbi a kötet észt részének fordítója is volt. A munka 1535-ben feltehetőleg 1500 példányban, 120 oldalon jelent meg Hans Lufft nyomdájában. Katekizmus volt, amelyben az alnémet szöveget a könyv bal oldalára, az észt fordítást pedig a jobb oldalra nyomtatták. Nem sokkal azután, hogy a könyv Tallinnba érkezett, a városi tanács betiltotta terjesztését, feltehetőleg Luther Márton katekizmusától való eltérései miatt.
Az észt szövegből 11 oldalnyi töredék maradt fenn, amelyet Hellmuth Weiss, az Észt Irodalmi Társaság könyvtárosnője fedezett fel 1929-ben egy gyűjteményes kötet borítójának töltőanyagában. E könyvet feltehetően 1540-ben kötötték be Tallinnban. A fennmaradt oldalak közt található a munka utolsó lapja, amely információkat tartalmaz a nyomdászról, valamint a nyomtatás helyéről és idejéről. A könyv szerzőségének adatai a tallinni városi tanács ítéleteinek gyűjteményében az 1537. július 17-ei bejegyzésben találhatóak. 

## Fordítás
- Ez a szócikk részben vagy egészben  a   Wanradti ja Koelli katekismus című észt Wikipédia-szócikk ezen változatának fordításán alapul.  Az eredeti cikk szerkesztőit annak laptörténete sorolja fel. Ez a jelzés csupán a megfogalmazás eredetét és a szerzői jogokat jelzi, nem szolgál a cikkben szereplő információk forrásmegjelöléseként.